# The Man Who Had Three Arms
The Man Who Had Three Arms è un'opera teatrale di Edward Albee, debuttata a Coconut Grove nel 1982.

## Trama
In un teatro Se Stesso (Himself) comincia a parlare della sua vita come uomo che aveva tre braccia. Gli altri due personaggi, l'Uomo e la Donna, interpretano vari personaggi che vengono presentati di volta in volta da Se Stesso: i suoi genitori, sua moglie, il suo impresario. Nel primo atto, Se Stesso descrive la sua trasformazione da amato uomo di famiglia a uomo orripilato dalla scoperta che un terzo braccio gli sta spuntando tra le scapole. Nel secondo atto si scopre come il terzo braccio abbia resto Se Stesso una celebrità, finita in vortice di sesso, soldi e adulazione. Col tempo Se Stesso si indebita sempre di più e la moglie lo lascia. Alla fine, Se Stesso scoppia in pianto davanti al suo pubblico, solo per rivelare un'ultima sorpresa.

## Produzioni
L'opera fu commissionata ad Albee dal New World Festival of the Arts di Miami e debuttò nel giugno 1982 al Coconut Grove Playhouse di Coconut Grove. Albee curava la regia, Robert Drivas interpretava Se Stesso, Patricia Kilgarriff la Donna e William Prince l'Uomo.
La seconda produzione andò in scena al Goodman Theatre di Chicago nell'ottobre 1982, con Drivas, Kilgarriff e Wyman Pendleton nel ruolo dell'Uomo.
Il dramma debuttò al Lyceum Theatre di Broadway il 5 aprile 1983 e rimase in scena per 16 repliche fino al 16 aprile. Albee curava ancora la regia e il cast originale di Miami (Drivas, Kilgarriff, Prince) tornò a ricoprire i rispettivi ruoli.